# Jiří Adam
Jirí Adam (Praga, 12 ottobre 1950) è un ex pentatleta e schermidore cecoslovacco.

## Palmarès
In carriera ha conseguito i seguenti risultati:
- Giochi olimpici:

Montreal 1976: argento nel pentathlon moderno a squadre.